# EC 1.21.4
La EC 1.21.4 è una sotto-sottoclasse della classificazione EC relativa agli enzimi. Si tratta di una sottoclasse delle ossidoreduttasi che include enzimi che agiscono su composti X-H e Y-H a formare un legame X-Y, utilizzando un disolfuro come accettore di elettroni.

## Enzimi appartenenti alla sotto-sottoclasse
| numero EC   | nome accettato                |
| ----------- | ----------------------------- |
| EC 1.21.4.1 | D-prolina reduttasi (ditiolo) |
| EC 1.21.4.2 | glicina reduttasi             |
| EC 1.21.4.3 | sarcosina reduttasi           |
| EC 1.21.4.4 | betaina reduttasi             |